# Großer Preis der Emilia-Romagna 2020
Der Große Preis der Emilia-Romagna 2020 (offiziell Formula 1 Emirates Gran Premio dell’Emilia Romagna 2020) fand am 1. November auf dem Autodromo Enzo e Dino Ferrari in Imola statt und war das 13. Rennen der Formel-1-Weltmeisterschaft 2020.

## Bericht

### Hintergründe
Nach dem Großen Preis von Portugal führte Lewis Hamilton in der Fahrerwertung mit 77 Punkten vor Valtteri Bottas und mit 94 Punkten vor Max Verstappen. In der Konstrukteurswertung führte Mercedes mit 209 Punkten vor Red Bull Racing und mit 309 Punkten vor Racing Point.
Aufgrund der COVID-19-Pandemie wurden verschiedene Rennen der Formel-1-Weltmeisterschaft 2020 abgesagt oder verschoben. Am 24. Juli 2020 veröffentlichten die Veranstalter der Formel-1-Weltmeisterschaft weitere Rennen des überarbeiteten Rennkalenders. Mit dabei war ein Rennen auf dem Autodromo Enzo e Dino Ferrari in Imola. Da es jeweils pro Saison nur einen Grand Prix pro Land geben kann, wurde das Rennen in Imola Großer Preis der Emilia-Romagna genannt, denn im September fand in Monza der Große Preis von Italien statt. In der Vergangenheit wurde in Imola neben dem Großen Preis von Italien 1980 von 1981 bis 2006 der Große Preis von San Marino ausgetragen. Als Besonderheit wurde das Rennwochenende wegen der Anreise aus Portimão von den üblichen drei auf zwei Tage verkürzt, womit es nur eine statt der üblichen drei freien Trainingssitzungen gab.
Da der Große Preis der Emilia-Romagna erstmals ausgetragen wurde, trat kein ehemaliger Sieger zu diesem Grand Prix an. Kimi Räikkönen war der einzige aktive Fahrer, der zuvor bereits Formel-1-Rennen in Imola bestritten hatte.
Als Rennkommissare für dieses Rennwochenende fungierten Tim Mayer (USA), Felix Holter (DEU), Bruno Correia (PRT) und Paulo Magalhães (PRT).

### Training
Es fand nur ein freies Training statt, da sich das Rennwochenende nur auf Samstag und Sonntag beschränkte. Im einzigen Training war Hamilton mit einer Rundenzeit von 1:14,726 Minuten Schnellster vor Verstappen und Bottas.

### Qualifying
Das Qualifying bestand aus drei Teilen mit einer Nettolaufzeit von 45 Minuten. Im ersten Qualifying-Segment (Q1) hatten die Fahrer 18 Minuten Zeit, um sich für das Rennen zu qualifizieren. Alle Fahrer, die im ersten Abschnitt eine Zeit erzielten, die maximal 107 Prozent der schnellsten Rundenzeit betrug, qualifizierten sich für den Grand Prix. Die besten 15 Fahrer erreichten den nächsten Teil. Bottas war Schnellster. Nicholas Latifi sowie die Alfa-Romeo- und Haas-Piloten schieden aus.
Der zweite Abschnitt (Q2) dauerte 15 Minuten. Die schnellsten zehn Piloten qualifizierten sich für den dritten Teil des Qualifyings und mussten mit den hier verwendeten Reifen das Rennen starten, alle anderen hatten freie Reifenwahl für den Rennstart. Bottas war erneut Schnellster. Die Racing-Point-Piloten, Sebastian Vettel, George Russell und Esteban Ocon schieden aus.
Der letzte Abschnitt (Q3) ging über eine Zeit von zwölf Minuten, in denen die ersten zehn Startpositionen vergeben wurden. Bottas fuhr mit einer Rundenzeit von 1:13,609 Minuten die Bestzeit vor Hamilton und Verstappen. Es war die 15. Pole-Position für Bottas in der Formel-1-Weltmeisterschaft, davon die vierte in dieser Saison.

### Rennen
Beim Start behielt Bottas die Führung, während Hamilton seine Position nicht gegen den Angriff von Verstappen verteidigen konnte, der den zweiten Platz einnahm. Vierter war Daniel Ricciardo, der Pierre Gasly überholte und von Hamilton versehentlich geblockt wurde. Dann folgten Charles Leclerc, Alexander Albon und Daniil Kwjat. Dahinter kam es zu einer Berührung, die den Frontflügel des Racing Point von Lance Stroll beschädigte, der sofort an die Box musste.
Die Wertung, zumindest auf den Spitzenplätzen, war bis zur neunten Runde eingefroren, als Gasly wegen eines technischen Problems ausschied. Bottas behielt einen Vorsprung von über einer Sekunde vor Verstappen und über drei vor seinem Teamkollegen Hamilton. Leclerc stoppte in Runde 13 und entschied sich für harte Reifen. In der folgenden Runde stoppten auch Ricciardo, Albon und Kwjat. Letztere entschieden sich auch für Hards. In den folgenden Runden bevorzugten die beiden McLaren jedoch die Medium-Reifen. In Runde 18 kam Verstappen an die Box, in der nächsten Runde folgte Bottas. Beide Fahrer wechselten auf harte Reifenmischungen. Hamilton seinerseits beschloss, seinen Einsatz auf der mittleren Mischung zu verlängern.
Das Rennen wurde nun vom Briten angeführt, vor Bottas und Verstappen. Hinter dem Niederländer folgte eine Gruppe von Fahrern, die noch keinen Reifenwechsel vorgenommen hatten: Sergio Pérez, Vettel, Räikkönen, Latifi und Kevin Magnussen. Der erste Fahrer, der neue Reifen bekam, war Ricciardo, Neunter. Hamilton schaffte es mit einer Reihe schneller Runden, den Abstand zu seinen Verfolgern zu vergrößern und seinen Vorsprung gegenüber Bottas auf 26,4 Sekunden und gegenüber Verstappen auf 28,1 Sekunden zu erhöhen. Pérez lag über 34 Sekunden hinter dem Briten. Ricciardo überholte unterdessen Magnussen in Tamburello, während Leclerc in Tosa den Haas-Fahrer überholen konnte. In der 29. Runde schied Ocon wegen eines Getriebeproblems aus und verunglückte beim Verlassen der Acque Minerali. Die Kommissare entschieden das virtuellen Safety-Car einzusetzen, das Hamilton zum Reifenwechsel nutzte. Der Brite kehrte souverän als Erster auf die Strecke zurück, mit einem Vorsprung von über vier Sekunden auf Bottas. Auch Pérez stoppte, um neue Reifen zu montieren: Dadurch rückte Vettel auf den vierten Platz vor, während Räikkönen Fünfter war.
In Runde 39 stoppte Vettel an der Box. Der Stopp war sehr lang, so dass der deutsche Fahrer zehn Sekunden verlor. Nach einigen Runden, in denen Verstappen Bottas bedrängte, der Probleme mit dem Unterboden des Wagens hatte, unterlief dem Finnen in Rivazza ein kleiner Fehler. Dies ermöglichte es dem Red Bull Racing-Fahrer, in Tamburello an Bottas heranzukommen und ihn zu überholen. Hamilton war in der Lage, den Vorsprung auf Verstappen auf über 13 Sekunden auszubauen. In der 48. Runde schied der Letzte Magnussen wegen starker Kopfschmerzen aus. In der 50. Runde stoppte Räikkönen, der Vierter war. Der Alfa Romeo Racing-Fahrer wechselte auf die weiche Mischung. Kurz darauf erlitt Verstappen einen Reifenschaden, der ihn von der Strecke ins Kiesbett brachte und zum Ausfall zwang. Die Rennleitung schickte zur Bergung des Wagens das Safety-Car auf die Strecke.
In den folgenden Runden legten viele Fahrer ihre zweiten Stopps ein, um weiche Reifen aufzuziehen: Bottas, Pérez, Kwjat, Carlos Sainz jr., Hamilton und Vettel. Während Russell hinter dem Safety-Car fuhr, gerät sein Williams ins Schleudern, prallte gegen die Mauer und schied aus. Stroll beschloss, neue Reifen aufzuziehen, aber beim Boxenstopp traf er einen Mechaniker. Beim Restart gab es keine größeren Verschiebungen mehr, so dass Hamilton schlussendlich das Rennen vor Bottas und Ricciardo gewann. Es war der 93. Sieg für Hamilton in der Formel-1-Weltmeisterschaft. Ricciardo erzielte seine zweite Podestplatzierung in dieser Saison. Die restlichen Punkteplatzierungen belegten Kwjat, Leclerc, Pérez, Sainz jr., Lando Norris, Räikkönen und Antonio Giovinazzi. Hamilton erhielt einen zusätzlichen Punkt, da er die schnellste Rennrunde erzielte.
In der Fahrerwertung baute Hamilton seinen Vorsprung auf Bottas und Verstappen weiter aus. Rechnerisch konnte nun nur noch einer der beiden Mercedes-Piloten Fahrerweltmeister werden. In der Konstrukteurswertung stand Mercedes vorzeitig als Weltmeister fest, dabei wurde mit dem siebten Konstrukteurstitel in Folge ein neuer Rekord aufgestellt. Red Bull Racing blieb Zweiter, dahinter zog Renault an Racing Point und McLaren vorbei und war nun Dritter.

## Meldeliste
| Team                          | Nr. | Fahrer             | Chassis                            | Motor                              | Reifen |
| ----------------------------- | --- | ------------------ | ---------------------------------- | ---------------------------------- | ------ |
| Mercedes-AMG Petronas F1 Team | 44  | Lewis Hamilton     | Mercedes-AMG F1 W11 EQ Performance | Mercedes-AMG F1 M11 EQ Performance | P      |
| Mercedes-AMG Petronas F1 Team | 77  | Valtteri Bottas    | Mercedes-AMG F1 W11 EQ Performance | Mercedes-AMG F1 M11 EQ Performance | P      |
| Scuderia Ferrari              | 05  | Sebastian Vettel   | Ferrari SF1000                     | Ferrari 065                        | P      |
| Scuderia Ferrari              | 16  | Charles Leclerc    | Ferrari SF1000                     | Ferrari 065                        | P      |
| Aston Martin Red Bull Racing  | 33  | Max Verstappen     | Red Bull Racing RB16               | Honda RA620H                       | P      |
| Aston Martin Red Bull Racing  | 23  | Alexander Albon    | Red Bull Racing RB16               | Honda RA620H                       | P      |
| McLaren F1 Team               | 55  | Carlos Sainz jr.   | McLaren MCL35                      | Renault E-Tech 20                  | P      |
| McLaren F1 Team               | 04  | Lando Norris       | McLaren MCL35                      | Renault E-Tech 20                  | P      |
| Renault DP World F1 Team      | 03  | Daniel Ricciardo   | Renault R.S.20                     | Renault E-Tech 20                  | P      |
| Renault DP World F1 Team      | 31  | Esteban Ocon       | Renault R.S.20                     | Renault E-Tech 20                  | P      |
| Scuderia AlphaTauri Honda     | 26  | Daniil Kwjat       | AlphaTauri AT01                    | Honda RA620H                       | P      |
| Scuderia AlphaTauri Honda     | 10  | Pierre Gasly       | AlphaTauri AT01                    | Honda RA620H                       | P      |
| BWT Racing Point F1 Team      | 11  | Sergio Pérez       | Racing Point RP20                  | BWT Mercedes                       | P      |
| BWT Racing Point F1 Team      | 18  | Lance Stroll       | Racing Point RP20                  | BWT Mercedes                       | P      |
| Alfa Romeo Racing Orlen       | 07  | Kimi Räikkönen     | Alfa Romeo Racing C39              | Ferrari 065                        | P      |
| Alfa Romeo Racing Orlen       | 99  | Antonio Giovinazzi | Alfa Romeo Racing C39              | Ferrari 065                        | P      |
| Haas F1 Team                  | 08  | Romain Grosjean    | Haas VF-20                         | Ferrari 065                        | P      |
| Haas F1 Team                  | 20  | Kevin Magnussen    | Haas VF-20                         | Ferrari 065                        | P      |
| Williams Racing               | 63  | George Russell     | Williams FW43                      | Mercedes-AMG F1 M11 EQ Performance | P      |
| Williams Racing               | 06  | Nicholas Latifi    | Williams FW43                      | Mercedes-AMG F1 M11 EQ Performance | P      |

## Klassifikationen

### Qualifying
| Pos.                                                                      | Fahrer             | Konstrukteur              | Q1       | Q2       | Q3       | Start |
| ------------------------------------------------------------------------- | ------------------ | ------------------------- | -------- | -------- | -------- | ----- |
| 01                                                                        | Valtteri Bottas    | Mercedes                  | 1:14,221 | 1:14,585 | 1:13,609 | 01    |
| 02                                                                        | Lewis Hamilton     | Mercedes                  | 1:14,229 | 1:14,643 | 1:13,706 | 02    |
| 03                                                                        | Max Verstappen     | Red Bull Racing-Honda     | 1:15,034 | 1:14,974 | 1:14,176 | 03    |
| 04                                                                        | Pierre Gasly       | AlphaTauri-Honda          | 1:15,183 | 1:14,681 | 1:14,502 | 04    |
| 05                                                                        | Daniel Ricciardo   | Renault                   | 1:15,474 | 1:14,953 | 1:14,520 | 05    |
| 06                                                                        | Alexander Albon    | Red Bull Racing-Honda     | 1:15,402 | 1:14,745 | 1:14,572 | 06    |
| 07                                                                        | Charles Leclerc    | Ferrari                   | 1:15,123 | 1:15,017 | 1:14,616 | 07    |
| 08                                                                        | Daniil Kwjat       | AlphaTauri-Honda          | 1:15,412 | 1:15,022 | 1:14,696 | 08    |
| 09                                                                        | Lando Norris       | McLaren-Renault           | 1:15,274 | 1:15,051 | 1:14,814 | 09    |
| 10                                                                        | Carlos Sainz jr.   | McLaren-Renault           | 1:15,528 | 1:15,027 | 1:14,911 | 10    |
| 11                                                                        | Sergio Pérez       | Racing Point-BWT Mercedes | 1:15,407 | 1:15,061 | –        | 11    |
| 12                                                                        | Esteban Ocon       | Renault                   | 1:15,352 | 1:15,201 | –        | 12    |
| 13                                                                        | George Russell     | Williams-Mercedes         | 1:15,760 | 1:15,323 | –        | 13    |
| 14                                                                        | Sebastian Vettel   | Ferrari                   | 1:15,571 | 1:15,385 | –        | 14    |
| 15                                                                        | Lance Stroll       | Racing Point-BWT Mercedes | 1:15,822 | 1:15,494 | –        | 15    |
| 16                                                                        | Romain Grosjean    | Haas-Ferrari              | 1:15,918 | –        | –        | 16    |
| 17                                                                        | Kevin Magnussen    | Haas-Ferrari              | 1:15,939 | –        | –        | 17    |
| 18                                                                        | Kimi Räikkönen     | Alfa Romeo Racing-Ferrari | 1:15,953 | –        | –        | 18    |
| 19                                                                        | Nicholas Latifi    | Williams-Mercedes         | 1:15,987 | –        | –        | 19    |
| 20                                                                        | Antonio Giovinazzi | Alfa Romeo Racing-Ferrari | 1:16,208 | –        | –        | 20    |
| 107-Prozent-Zeit: 1:19,416 min (bezogen auf Q1-Bestzeit von 1:14,221 min) |                    |                           |          |          |          |       |

### Rennen
| Pos. | Fahrer             | Konstrukteur              | Runden | Stopps | Zeit        | Start | Schnellste Runde |
| ---- | ------------------ | ------------------------- | ------ | ------ | ----------- | ----- | ---------------- |
| 01   | Lewis Hamilton     | Mercedes                  | 63     | 2      | 1:28:32,430 | 02    | 1:15,484 (63.)   |
| 02   | Valtteri Bottas    | Mercedes                  | 63     | 2      | + 5,783     | 01    | 1:15,902 (63.)   |
| 03   | Daniel Ricciardo   | Renault                   | 63     | 1      | + 14,320    | 05    | 1:17,552 (62.)   |
| 04   | Daniil Kwjat       | AlphaTauri-Honda          | 63     | 2      | + 15,141    | 08    | 1:17,666 (62.)   |
| 05   | Charles Leclerc    | Ferrari                   | 63     | 1      | + 19,111    | 07    | 1:18,173 (62.)   |
| 06   | Sergio Pérez       | Racing Point-BWT Mercedes | 63     | 2      | + 19,652    | 11    | 1:18,084 (49.)   |
| 07   | Carlos Sainz jr.   | McLaren-Renault           | 63     | 2      | + 20,230    | 10    | 1:18,118 (62.)   |
| 08   | Lando Norris       | McLaren-Renault           | 63     | 2      | + 21,131    | 09    | 1:18,069 (63.)   |
| 09   | Kimi Räikkönen     | Alfa Romeo Racing-Ferrari | 63     | 1      | + 22,224    | 18    | 1:18,088 (63.)   |
| 10   | Antonio Giovinazzi | Alfa Romeo Racing-Ferrari | 63     | 1      | + 26,398    | 20    | 1:18,794 (61.)   |
| 11   | Nicholas Latifi    | Williams-Mercedes         | 63     | 1      | + 27,135    | 19    | 1:18,719 (37.)   |
| 12   | Sebastian Vettel   | Ferrari                   | 63     | 2      | + 28,453    | 14    | 1:17,767 (44.)   |
| 13   | Lance Stroll       | Racing Point-BWT Mercedes | 63     | 3      | + 29,163    | 15    | 1:18,360 (46.)   |
| 14   | Romain Grosjean    | Haas-Ferrari              | 63     | 2      | + 32,935    | 16    | 1:18,822 (45.)   |
| 15   | Alexander Albon    | Red Bull Racing-Honda     | 63     | 2      | + 57,284    | 06    | 1:16,177 (63.)   |
| –    | George Russell     | Williams-Mercedes         | 51     | 1      | DNF         | 13    | 1:18,811 (43.)   |
| –    | Max Verstappen     | Red Bull Racing-Honda     | 50     | 1      | DNF         | 03    | 1:17,637 (44.)   |
| –    | Kevin Magnussen    | Haas-Ferrari              | 47     | 1      | DNF         | 17    | 1:19,273 (45.)   |
| –    | Esteban Ocon       | Renault                   | 27     | 1      | DNF         | 12    | 1:19,606 (22.)   |
| –    | Pierre Gasly       | AlphaTauri-Honda          | 8      | 0      | DNF         | 04    | 1:20,403 (05.)   |

Anmerkungen
1. ↑  Grosjean erhielt eine Zeitstrafe von fünf Sekunden, da er sich durch das Verlassen der Strecke einen Vorteil verschaffte. Er fiel dadurch vom 13. auf den 14. Platz zurück.

## WM-Stände nach dem Rennen
Die ersten zehn des Rennens bekamen 25, 18, 15, 12, 10, 8, 6, 4, 2 bzw. 1 Punkt(e). Zusätzlich gab es einen Punkt für die schnellste Rennrunde, da der Fahrer unter den ersten zehn landete.

### Fahrerwertung
| Pos. | Fahrer           | Konstrukteur              | Punkte |
| ---- | ---------------- | ------------------------- | ------ |
| 01   | Lewis Hamilton   | Mercedes                  | 282    |
| 02   | Valtteri Bottas  | Mercedes                  | 197    |
| 03   | Max Verstappen   | Red Bull Racing-Honda     | 162    |
| 04   | Daniel Ricciardo | Renault                   | 95     |
| 05   | Charles Leclerc  | Ferrari                   | 85     |
| 06   | Sergio Pérez     | Racing Point-BWT Mercedes | 82     |
| 07   | Lando Norris     | McLaren-Renault           | 69     |
| 08   | Carlos Sainz jr. | McLaren-Renault           | 65     |
| 09   | Alexander Albon  | Red Bull Racing-Honda     | 64     |
| 10   | Pierre Gasly     | AlphaTauri-Honda          | 63     |
| 11   | Lance Stroll     | Racing Point-BWT Mercedes | 57     |

| Pos. | Fahrer             | Konstrukteur              | Punkte |
| ---- | ------------------ | ------------------------- | ------ |
| 12   | Esteban Ocon       | Renault                   | 40     |
| 13   | Daniil Kwjat       | AlphaTauri-Honda          | 26     |
| 14   | Sebastian Vettel   | Ferrari                   | 18     |
| 15   | Nico Hülkenberg    | Racing Point-BWT Mercedes | 10     |
| 16   | Kimi Räikkönen     | Alfa Romeo Racing-Ferrari | 4      |
| 17   | Antonio Giovinazzi | Alfa Romeo Racing-Ferrari | 4      |
| 18   | Romain Grosjean    | Haas-Ferrari              | 2      |
| 19   | Kevin Magnussen    | Haas-Ferrari              | 1      |
| 20   | Nicholas Latifi    | Williams-Mercedes         | 0      |
| 21   | George Russell     | Williams-Mercedes         | 0      |

### Konstrukteurswertung
| Pos. | Konstrukteur              | Punkte |
| ---- | ------------------------- | ------ |
| 1    | Mercedes                  | 479    |
| 2    | Red Bull Racing-Honda     | 226    |
| 3    | Renault                   | 135    |
| 4    | McLaren-Renault           | 134    |
| 5    | Racing Point-BWT Mercedes | 134    |

| Pos. | Konstrukteur              | Punkte |
| ---- | ------------------------- | ------ |
| 06   | Ferrari                   | 103    |
| 07   | AlphaTauri-Honda          | 89     |
| 08   | Alfa Romeo Racing-Ferrari | 8      |
| 09   | Haas-Ferrari              | 3      |
| 10   | Williams-Mercedes         | 0      |